# Jesse Kramer
Jesse Kramer (Borkel en Schaft, 19 oktober 2003) is een Nederlands wielrenner die sinds 2021 uitkomt voor het Jumbo-Visma Development Team. In 2023 werd hij derde op de Nederlandse kampioenschappen voor beloften en won hij de witte trui en een etappe in de Olympia's Tour.

## Overwinningen
2023
5e etappe Olympia's Tour
Jongerenklassement Olympia's Tour
2024
7e etappe Ronde van Bretagne

## Ploegen
- 2022 –  Jumbo-Visma Development Team
- 2023 –  Jumbo-Visma Development Team
- 2024 –  Team Visma-Lease a Bike Development